# Шигеми Ишии
Шигеми Ишии (јап. 石井 茂巳; 7. јул 1951) бивши је јапански фудбалер.

## Каријера
Током каријере је играо за Фурукава.

## Репрезентација
За репрезентацију Јапана дебитовао је 1974. године. За тај тим је одиграо 15 утакмица.

## Статистика
| Јапан  | Јапан   | Јапан  |
| Година | Наступи | Голови |
| ------ | ------- | ------ |
| 1974.  | 4       | 0      |
| 1975.  | 1       | 0      |
| 1976.  | 0       | 0      |
| 1977.  | 4       | 0      |
| 1978.  | 0       | 0      |
| 1979.  | 6       | 0      |
| Укупно | 15      | 0      |